# سیارک ۲۵۵
سیارک ۲۵۵ (به انگلیسی: 255 Oppavia) دویست و پنجاه و پنجمین سیارک کشف شده‌است که در ۳۱ مارس ۱۸۸۶ و در وین کشف شد.
قدر مطلق سیارک برابر ۱۰٫۳۹ است.